# Grote Prijs Raf Jonckheere 1952
De 2e editie van de Belgische wielerwedstrijd Grote Prijs Raf Jonckheere werd verreden op 23 juli 1952. De start en finish vonden plaats in Westrozebeke. De winnaar was Arthur Mommerency, gevolgd door Florent Rondelé en Gabriel Sieuw.

## Uitslag
| Grote Prijs Raf Jonckheere 1952 |                   |              |      |
| Plaats                          | Naam              | Ploeg        | Tijd |
| Winnaar                         | Arthur Mommerency | Devos Sport  |      |
| 2                               | Florent Rondelé   | Thompson     |      |
| 3                               | Gabriel Sieuw     | Van Hauwaert |      |

1951 · 1952 · 1953 · 1954 · 1955 · 1956 · 1957 · 1958 · 1959 · 1960 · 1961 · 1962 · 1963 · 1964 · 1965 · 1966 · 1967 · 1968 · 1969 · 1970 · 1971 · 1972 · 1973 · 1974 · 1975 · 1976 · 1977 · 1978 · 1979 · 1980 · 1981 · 1982 · 1983 · 1984 · 1985 · 1986 · 1987 · 1988 · 1989 · 1990 · 1991 · 1992 · 1993 · 1994 · 1995 · 1996 · 1997 · 1998 · 1999 · 2000 · 2001 · 2002 · 2003 · 2004 · 2005 · 2006 · 2007 · 2008 · 2009 · 2010 · 2011 · 2012 · 2013 · 2014 · 2015 · 2016 · 2017 · 2018 · 2019 · 2020 · 2021 · 2022